# Benjamín Galindo
Benjamín Galindo Marentes (Tierra Blanca, Zacatecas, 11 de diciembre de 1960) es un exfutbolista y entrenador mexicano que actuaba como centrocampista y su primer equipo fue el Tampico, donde debutó en 1979.
Fue nombrado el jugador del año en México en 1987, y hasta su retiro en el año 2001, se consagró cuatro veces campeón del fútbol mexicano con el Guadalajara, Santos Laguna, Cruz Azul y Pachuca entre los años 1987 y 1999; y dos veces campeón de la Copa de Campeones en 1996 y 1997.
Es el único futbolista mexicano en alinear en cuatro décadas distintas entre 1979 y 2001, que comprendieron sus veintidós años de carrera profesional. Asimismo, es el tercer jugador con más partidos disputados en Primera División con 700 encuentros (solo superado por los guardametas mexicanos Oswaldo Sánchez y Oscar Pérez) y el vigésimo más goleador con 157 anotaciones.
Es padre del también futbolista Benjamín Galindo Jr. El 28 de mayo de 2020 sufrió un derrame cerebral de tipo hemorrágico, por el cual fue sometido a un procedimiento quirúrgico de emergencia que lo mantuvo con vida. Paulatinamente, su estado de salud ha mejorado.
Es reconocido como uno de los jugadores más destacados en la historia del fútbol mexicano, eminente sobre todo por su manera de cobrar los tiros libres y los penales de forma ambidiestra.

## Biografía

### Jugador
Galindo comenzó su trayectoria deportiva en Guadalajara, en la localidad de Santa Elena Alcalde, en un equipo de barrio homónimo. Posteriormente, dio el salto al ámbito profesional al integrarse al Nacional, conjunto que en aquel momento militaba en la Segunda División del fútbol mexicano. Durante su estancia con dicho club, alcanzó el nivel de reservas profesionales e incluso participó en encuentros amistosos con el primer equipo. Más adelante, se incorporó al conjunto de Santos de Mexicaltzingo, en el cual permaneció durante un año y fue convocado a la selección amateur. 
En 1979 se presentó a pruebas con el equipo de Tampico, marcando así el inicio de su carrera en la Primera División. El 18 de octubre del mismo año realizó su presentación en el fútbol mexicano en el empate 1-1 ante León. Con el descenso del club en 1982, pasó a formar parte del Tampico-Madero (formado a partir de la compra del Atletas Campesinos).
Luego de no ser considerado para el campeonato mundial celebrado en casa, en verano de 1986 firmó con el Guadalajara, donde obtuvo su primer título de liga y fue elegido el jugador del año en el país en su primer campaña. Formó parte del combinado que disputó la Copa América 1993, marcando desde los once pasos ante Sergio Goycochea en la final contra Argentina, y la Copa Mundial de Fútbol de 1994, donde quedaron fuera en los octavos de final. Permaneció 7 años más con el equipo rojiblanco, sin cosechar otros éxitos, y en 1994 comenzó a vestir la camisa del Santos Laguna. Pese a tener un inicio complicado en el conjunto lagunero, teniendo incluso diferencias con el entrenador Patricio Hernández, se mantuvo en club durante tres temporadas y obtuvo su segundo título del fútbol mexicano en 1996.

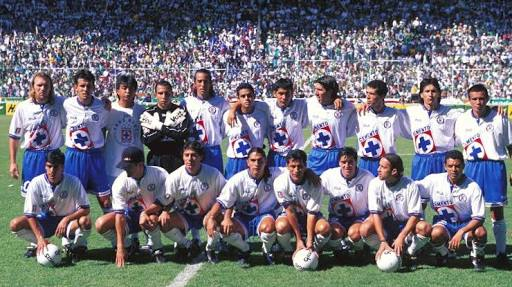
Galindo con el equipo de Cruz Azul campeón en diciembre de 1997.

En julio de 1997 firmó con el Cruz Azul y realizó su presentación en la ronda final de la Copa de Campeones de 1996, celebrada en Guatemala, donde obtuvieron el título. En el mes siguiente, obtuvieron el bicampeonato del torneo en su edición del año en curso luego de vencer en la final 5-3 a Los Angeles Galaxy, con Galindo resultando goleador del certamen con 3 anotaciones. Poco después, en diciembre del mismo año, obtuvo su tercer título de liga tras vencer en final a León con 2-1 en el marcardor global, y anotando desde los once pasos 1-0 en el juego de ida.
Luego de una temporada más con el equipo celeste, en verano de 1999 firmó durante 6 meses con el Pachuca, torneo en el cual obtuvo su cuarto y último título del fútbol mexicano, y así se convirtió en el primer futbolista en coronarse en cuatro equipos distintos en la Primera División. En enero del año 2000 llegó a un acuerdo con el Guadalajara para jugar con el equipo durante un año y medio.
Disputó su último partido como jugador activo a la avanzada edad de 41 años en el empate 1-1 ante los Tecos el 11 de marzo de 2001.

### Entrenador
Comenzó su carrera de entrenador como asistente técnico Hans Westerhof en el Guadalajara, donde resultó subcampeón del Clausura 2004. Luego de la salida del neerlandés, asumió el cargo de DT del conjunto rojiblanco y realizó su debut el 14 de agosto del mismo año el triunfo 7-0 frente al Atlante en el Apertura. En 2005 alcanzó las semifinales de la Copa Libertadores, cayendo en dicha ronda ante el Paranaense con 5-2 en el marcador global.
Luego de una corta gestión con el Santos Laguna, se desenvolvió como auxiliar técnico de Sergio Markarián (junto a Pablo Bengoechea) en el Cruz Azul, y a la salida del técnico uruguayo asumió el mando del cuadro celeste el 13 de junio del 2008. Resultó subcampeón en el Apertura, y tras caer también en la final de la Copa de Campeones ante el Atlante, fue separado del cargo el 2 de mayo de 2009.
Entre 2010 y 2011 estuvo a cargo del equipo de Atlas, y tras finalizar su gestión con los rojinegros, regresó con el Santos Laguna de cara al Apertura 2011, donde resultaría de nueva cuenta con el segundo puesto tras caer en la final 3-2 en el global contra los Tigres de la UANL.
En el 2012 tuvo un enfrentamiento directo en las finales de la Copa de Campeones y del Clausura contra el Monterrey de Víctor Manuel Vucetich. Se quedó con el segundo puesto en el torneo continental con 3-2 en el global, y en la liga resultó vencedor por el mismo marcador en la serie de ida y vuelta, obteniendo así su primer título como entrenador. Tras no lograr avanzar a los play-off en el Apertura, Galindo despidió a sus auxiliares técnicos (Héctor Adomaitis y Héctor López), y poco después fue cesado del cargo por la dirigencia del club.
El 3 de enero de 2013 es anunciado como director técnico del Guadalajara en sustitución del neerlandés John van 't Schip. Sin embargo, el 18 de agosto del mismo año fue cesado del cargo luego de caer 4-2 como local ante el Puebla durante el Apertura.
Entre 2016 y 2017 fue asistente técnico de José Manuel de la Torre en Santos Laguna, y entre 2019 y 2022 repitió el cargo con Matías Almeyda en el San Jose Earthquakes de la Major League Soccer, que significó su primera experiencia internacional.

## Estadísticas

### Jugador
| Equipo | Temporada    | Div.         | Liga (1) | Liga (1) | Copas (2) | Copas (2) | Internacional (3) | Internacional (3) | Total (4) | Total (4) | Media goleadora |
| Equipo | Temporada    | Div.         | Part.    | Goles    | Part.     | Goles     | Part.             | Goles             | Part.     | Goles     | Media goleadora |
| --- | ------------ | ------------ | -------- | -------- | --------- | --------- | ----------------- | ----------------- | --------- | --------- | --------------- |
| Tampico · México | 1979-80      | 1.ª          | 19       | –        | –         | –         | –                 | –                 | 19        | 0         | 0               |
| Tampico · México | 1980-81      | 1.ª          | 28       | 3        | –         | –         | –                 | –                 | 28        | 3         | 0.11            |
| Tampico · México | 1981-82*     | 1.ª          | 29       | 3        | –         | –         | –                 | –                 | 29        | 3         | 0.10            |
| Tampico · México | Total club   | Total club   | 76       | 6        | 0         | 0         | 0                 | 0                 | 76        | 6         | 0.08            |
| Tampico Madero · México | 1982-83      | 1.ª          | 33       | 4        | –         | –         | –                 | –                 | 33        | 4         | 0.12            |
| Tampico Madero · México | 1983-84      | 1.ª          | 36       | 5        | –         | –         | –                 | –                 | 36        | 5         | 0.14            |
| Tampico Madero · México | 1984-85      | 1.ª          | 35       | 7        | –         | –         | –                 | –                 | 35        | 7         | 0.20            |
| Tampico Madero · México | 1985-86      | 1.ª          | 31       | 12       | –         | –         | –                 | –                 | 31        | 12        | 0.39            |
| Tampico Madero · México | Total club   | Total club   | 135      | 28       | 0         | 0         | 0                 | 0                 | 135       | 28        | 0.21            |
| Guadalajara · México | 1986-87      | 1.ª          | 40       | 14       | –         | –         | –                 | –                 | 40        | 14        | 0.35            |
| Guadalajara · México | 1987-88      | 1.ª          | 32       | 9        | 2         | –         | –                 | –                 | 34        | 9         | 0.26            |
| Guadalajara · México | 1988-89      | 1.ª          | 36       | 15       | 8         | 1         | –                 | –                 | 44        | 16        | 0.36            |
| Guadalajara · México | 1989-90      | 1.ª          | 28       | 4        | 6         | –         | –                 | –                 | 34        | 4         | 0.12            |
| Guadalajara · México | 1990-91      | 1.ª          | 33       | 13       | 8         | 2         | –                 | –                 | 41        | 15        | 0.37            |
| Guadalajara · México | 1991-92      | 1.ª          | 38       | 7        | 6         | 2         | –                 | –                 | 44        | 9         | 0.20            |
| Guadalajara · México | 1992-93      | 1.ª          | 26       | 3        | –         | –         | –                 | –                 | 26        | 3         | 0.12            |
| Guadalajara · México | 1993-94      | 1.ª          | 30       | 5        | –         | –         | –                 | –                 | 30        | 5         | 0.17            |
| Santos Laguna · México | 1994-95      | 1.ª          | 37       | 10       | 1         | –         | –                 | –                 | 38        | 10        | 0.26            |
| Santos Laguna · México | 1995-96      | 1.ª          | 33       | 8        | –         | –         | –                 | –                 | 33        | 8         | 0.24            |
| Santos Laguna · México | 1996-97      | 1.ª          | 31       | 6        | 6         | 3         | –                 | –                 | 37        | 9         | 0.24            |
| Santos Laguna · México | Total club   | Total club   | 101      | 24       | 7         | 3         | 0                 | 0                 | 108       | 27        | 0.25            |
| Cruz Azul · México | 1996-97      | 1.ª          | –        | –        | –         | –         | 3                 | 1                 | 3         | 1         | 0.33            |
| Cruz Azul · México | 1997-98      | 1.ª          | 38       | 9        | –         | –         | 3                 | 3                 | 41        | 12        | 0.29            |
| Cruz Azul · México | 1998-99      | 1.ª          | 34       | 10       | 1         | –         | 1                 | –                 | 36        | 10        | 0.28            |
| Cruz Azul · México | Total club   | Total club   | 72       | 19       | 1         | 0         | 7                 | 4                 | 80        | 23        | 0.29            |
| Pachuca · México | 1999-00      | 1.ª          | 20       | 3        | –         | –         | –                 | –                 | 20        | 3         | 0.15            |
| Pachuca · México | Total club   | Total club   | 20       | 3        | 0         | 0         | 0                 | 0                 | 20        | 3         | 0.15            |
| Guadalajara · México | 1999-00      | 1.ª          | 12       | 2        | –         | –         | –                 | –                 | 12        | 2         | 0.17            |
| Guadalajara · México | 2000-01      | 1.ª          | 21       | 5        | –         | –         | 10                | 2                 | 31        | 7         | 0.23            |
| Guadalajara · México | Total club   | Total club   | 296      | 77       | 30        | 5         | 10                | 2                 | 336       | 84        | 0.27            |
| Total clubes | Total clubes | Total clubes | 700      | 157      | 38        | 8         | 17                | 6                 | 755       | 171       | 0.23            |
| (1) Resaltados los goles que le proclamaron máximo goleador y/o temporadas como Balón de Oro. (2) Incluye datos de Copa México (1987-1992, 1994-1997) y Pre Pre Libertadores (1998). (3) Incluye datos de Copa de Campeones (1996-1998) / Copa Merconorte (2000) / Copa de Gigantes (2001). (4) No incluye datos de partidos amistosos. |              |              |          |          |           |           |                   |                   |           |           |                 |

(*) Jugó los tres partidos de la liguilla por el no descenso ante el Atlas, serie en la que perdieron la categoría. Estos duelos forman parte de su historial en la Primera División.

#### Hat-tricks
| 1 | 23 de febrero de 1986   | Estadio Tamaulipas, Tampico y Ciudad Madero | Tampico Madero - América     |  | 4 - 0  | Torneo México 1986                      |
| 2 | 15 de febrero de 1987   | Estadio Jalisco, Guadalajara                | Guadalajara - Necaxa         |  | 3 - 0  | Primera División de México 1986-87      |
| 3 | 28 de abril de 1987     | Estadio Nemesio Díez, Toluca                | México - Bahamas             |  | 13 - 0 | Eliminatorias Juegos Panamericanos 1987 |
| 4 | 13 de diciembre de 1987 | Estadio Jalisco, Guadalajara                | Guadalajara - Tampico Madero |  | 5 - 1  | Primera División de México 1987-88      |
| 5 | 28 de octubre de 1989   | Estadio León, León                          | Tigres UANL - Guadalajara    |  | 4 - 4  | Primera División de México 1989-90      |
| 6 | 14 de octubre de 2000   | Estadio Tres de Marzo, Zapopan              | Tecos UAG - Guadalajara      |  | 2 - 3  | Torneo Invierno 2000                    |

#### Resumen estadístico
|                             | Partidos | Goles | Promedio |
| --------------------------- | -------- | ----- | -------- |
| Primera División de México  | 700      | 157   | 0.22     |
| Copas nacionales            | 38       | 8     | 0.21     |
| Copas internacionales       | 17       | 6     | 0.35     |
| Total en clubes             | 755      | 171   | 0.23     |
| Selección de México         | 66       | 28    | 0.42     |
| Selección amateur de México | 11       | 10    | 0.91     |
| Total en selecciones        | 77       | 38    | 0.49     |
| Total carrera               | 832      | 209   | 0.25     |

### Entrenador
| Equipo                 | Div.                | Temporada           | Liga  | Liga | Liga | Liga | Liga |       | Copa | Copa | Copa | Copa  |    | Internacional | Internacional | Internacional | Internacional | Internacional |   | Otros | Otros | Otros | Otros |    | Totales     | Totales | Totales | Totales | Totales | Totales | Totales | Totales |
| Equipo                 | Div.                | Temporada           | Part. | G    | E    | P    | Pos. | Part. | G    | E    | P    | Part. | G  | E             | P             | Pos.          | Part.         | G             | E | P     | Part. | G     | E     | P  | Rendimiento | GF      | GC      | Dif.    |         |         |         |         |
| ---------------------- | ------------------- | ------------------- | ----- | ---- | ---- | ---- | ---- | ----- | ---- | ---- | ---- | ----- | -- | ------------- | ------------- | ------------- | ------------- | ------------- | - | ----- | ----- | ----- | ----- | -- | ----------- | ------- | ------- | ------- | ------- | ------- | ------- | ------- |
| Guadalajara · México   | 1.ª                 | 2004-A              | 19    | 8    | 6    | 5    | 1/4  | -     | -    | -    | -    | -     | -  | -             | -             | -             | -             | -             | - | -     | 19    | 8     | 6     | 5  | 52.64%      | 37      | 26      | +11     |         |         |         |         |
| Guadalajara · México   | 1.ª                 | 2005-C              | 17    | 6    | 5    | 6    | 10.º | -     | -    | -    | -    | 13    | 7  | 5             | 1             | 1/2           | -             | -             | - | -     | 30    | 13    | 10    | 7  | 54.44%      | 55      | 43      | +12     |         |         |         |         |
| Guadalajara · México   | 1.ª                 | 2005-A              | 3     | 1    | 1    | 1    | Inc. | -     | -    | -    | -    | -     | -  | -             | -             | -             | -             | -             | - | -     | 3     | 1     | 1     | 1  | 44.44%      | 4       | 4       | 0       |         |         |         |         |
| Santos Laguna · México | 1.ª                 | 2006-C              | 7     | 0    | 4    | 3    | Inc. | -     | -    | -    | -    | -     | -  | -             | -             | -             | -             | -             | - | -     | 7     | 0     | 4     | 3  | 19.05%      | 8       | 11      | -3      |         |         |         |         |
| Cruz Azul · México     | 1.ª                 | 2008-A              | 23    | 10   | 7    | 6    | 2.º  | -     | -    | -    | -    | -     | -  | -             | -             | -             | -             | -             | - | -     | 23    | 10    | 7     | 6  | 53.62%      | 38      | 28      | +10     |         |         |         |         |
| Cruz Azul · México     | 1.ª                 | 2009-C              | 16    | 2    | 6    | 8    | Inc. | -     | -    | -    | -    | 14    | 8  | 2             | 4             | 2.º           | -             | -             | - | -     | 30    | 10    | 8     | 12 | 42.22%      | 48      | 39      | +9      |         |         |         |         |
| Cruz Azul · México     | Total               | Total               | 39    | 12   | 13   | 14   | -    | -     | -    | -    | -    | 14    | 8  | 2             | 4             | -             | -             | -             | - | -     | 53    | 20    | 15    | 18 | 47.17%      | 86      | 67      | +19     |         |         |         |         |
| Atlas · México         | 1.ª                 | 2010-A              | 5     | 1    | 2    | 2    | 18.º | -     | -    | -    | -    | -     | -  | -             | -             | -             | -             | -             | - | -     | 5     | 1     | 2     | 2  | 33.33%      | 8       | 8       | 0       |         |         |         |         |
| Atlas · México         | 1.ª                 | 2011-C              | 17    | 6    | 5    | 6    | 10.º | -     | -    | -    | -    | -     | -  | -             | -             | -             | -             | -             | - | -     | 17    | 6     | 5     | 6  | 45.09%      | 19      | 19      | 0       |         |         |         |         |
| Atlas · México         | Total               | Total               | 22    | 7    | 7    | 8    | -    | -     | -    | -    | -    | -     | -  | -             | -             | -             | -             | -             | - | -     | 22    | 7     | 7     | 8  | 42.43%      | 27      | 27      | 0       |         |         |         |         |
| Santos Laguna · México | 1.ª                 | 2011-A              | 16    | 8    | 2    | 6    | 2.º  | -     | -    | -    | -    | -     | -  | -             | -             | -             | -             | -             | - | -     | 16    | 8     | 2     | 6  | 54.17%      | 26      | 25      | +1      |         |         |         |         |
| Santos Laguna · México | 1.ª                 | 2012-C              | 23    | 14   | 6    | 3    | 1.º  | -     | -    | -    | -    | 14    | 8  | 3             | 3             | 2.º           | -             | -             | - | -     | 37    | 22    | 9     | 6  | 67.57%      | 81      | 43      | +38     |         |         |         |         |
| Santos Laguna · México | 1.ª                 | 2012-A              | 17    | 6    | 5    | 6    | 9.º  | -     | -    | -    | -    | 4     | 4  | 0             | 0             | Inc.          | -             | -             | - | -     | 21    | 10    | 5     | 6  | 55.56%      | 35      | 27      | +8      |         |         |         |         |
| Santos Laguna · México | Total               | Total               | 63    | 28   | 17   | 18   | -    | -     | -    | -    | -    | 18    | 12 | 3             | 3             | -             | -             | -             | - | -     | 81    | 40    | 20    | 21 | 57.61%      | 150     | 106     | +44     |         |         |         |         |
| Guadalajara · México   | 1.ª                 | 2013-C              | 17    | 3    | 7    | 7    | 17.º | -     | -    | -    | -    | -     | -  | -             | -             | -             | -             | -             | - | -     | 17    | 3     | 7     | 7  | 31.38%      | 15      | 24      | -9      |         |         |         |         |
| Guadalajara · México   | 1.ª                 | 2013-A              | 6     | 1    | 1    | 4    | Inc. | 2     | 1    | 1    | 0    | -     | -  | -             | -             | -             | -             | -             | - | -     | 8     | 2     | 2     | 4  | 33.33%      | 7       | 13      | -6      |         |         |         |         |
| Guadalajara · México   | Total               | Total               | 62    | 19   | 20   | 23   | -    | 2     | 1    | 1    | 0    | 13    | 7  | 5             | 1             | -             | -             | -             | - | -     | 77    | 27    | 26    | 24 | 46.32%      | 118     | 110     | +8      |         |         |         |         |
| Total en su carrera    | Total en su carrera | Total en su carrera | 186   | 66   | 57   | 63   | -    | 2     | 1    | 1    | 0    | 45    | 27 | 10            | 8             | -             | 0             | 0             | 0 | 0     | 233   | 94    | 68    | 71 | 50.07%      | 381     | 310     | +71     |         |         |         |         |
| 1. 2.                  |                     |                     |       |      |      |      |      |       |      |      |      |       |    |               |               |               |               |               |   |       |       |       |       |    |             |         |         |         |         |         |         |         |

#### Resumen por competiciones
| Competición                | Partidos | Ganados | Empatados | Perdidos | Ganados % | Mejor resultado |
| -------------------------- | -------- | ------- | --------- | -------- | --------- | --------------- |
| Primera División de México | 186      | 66      | 57        | 63       | 45.7%     | Campeón         |
| Copa México                | 2        | 1       | 1         | 0        | 66.67%    | Fase de grupos  |
| Copa Libertadores          | 13       | 7       | 5         | 1        | 66.67%    | Semifinales     |
| Copa de Campeones          | 32       | 20      | 5         | 7        | 67.71%    | Subcampeón      |
| Total entrenador           | 233      | 94      | 68        | 71       | 50.07%    | 1 título        |

## Selección nacional

### Participaciones en la Copa Mundial
| Torneo            | Sede           | Resultado        | PJ | G | A |
| ----------------- | -------------- | ---------------- | -- | - | - |
| Copa Mundial 1994 | Estados Unidos | Octavos de final | 2  | 0 | 0 |

### Participaciones en la Copa Confederaciones
| Torneo                    | Sede           | Resultado     | PJ | G | A |
| ------------------------- | -------------- | ------------- | -- | - | - |
| Copa Confederaciones 1995 | Arabia Saudita | Tercer puesto | 1  | 0 | 0 |

### Participaciones en la Copa América
| Torneo            | Sede    | Resultado        | PJ | G | A |
| ----------------- | ------- | ---------------- | -- | - | - |
| Copa América 1993 | Ecuador | Subcampeón       | 7  | 1 | 2 |
| Copa América 1995 | Uruguay | Cuartos de final | 1  | 0 | 1 |
| Total             | Total   | Total            | 8  | 1 | 3 |

### Participaciones en la Copa Oro
| Torneo        | Sede           | Resultado     | PJ | G | A |
| ------------- | -------------- | ------------- | -- | - | - |
| Copa Oro 1991 | Estados Unidos | Tercer puesto | 4  | 4 | 0 |

### Participaciones en la Selección Amateur
| Torneo                    | Sede         | Resultado     | PJ | G | A  |
| ------------------------- | ------------ | ------------- | -- | - | -- |
| Juegos Panamericanos 1987 | Indianápolis | Cuarto puesto | 4  | 2 | 4  |
| Preolímpico 1988          | Concacaf     | Descalificado | 5  | 5 | 8  |
| Total                     | Total        | Total         | 9  | 7 | 12 |

## Palmarés

### Como jugador

#### Campeonatos nacionales
| Título           | Club          | País   | Año  |
| ---------------- | ------------- | ------ | ---- |
| Primera División | Guadalajara   | México | 1987 |
| Primera División | Santos Laguna | México | 1996 |
| Primera División | Cruz Azul     | México | 1997 |
| Primera División | Pachuca       | México | 1999 |

#### Campeonatos internacionales
| Título            | Club      | Sede             | Año  |
| ----------------- | --------- | ---------------- | ---- |
| Copa de Campeones | Cruz Azul | Guatemala        | 1996 |
| Copa de Campeones | Cruz Azul | Washington D. C. | 1997 |

### Como entrenador

#### Campeonatos nacionales
| Título           | Club          | País   | Año  |
| ---------------- | ------------- | ------ | ---- |
| Primera División | Santos Laguna | México | 2012 |

### Distinciones individuales
| Distinción                                                      | Año  |
| --------------------------------------------------------------- | ---- |
| Máximo goleador de los play-off de la Primera División          | 1986 |
| Mejor jugador de la Primera División                            | 1987 |
| Mejor centrocampista de la Primera División                     | 1987 |
| Máximo goleador de los play-off de la Primera División          | 1989 |
| Bota de Oro de la Copa Oro                                      | 1991 |
| Bota de Oro de la Copa de Campeones                             | 1997 |
| Mejor centrocampista ofensivo de la Primera División            | 1997 |
| Balón de Oro a su trayectoria en el fútbol mexicano (1979-2001) | 2003 |
| Mejor entrenador de la Primera División                         | 2012 |
| Salón de la Fama del Fútbol Internacional                       | 2012 |